# Lijst van beelden in Sint-Oedenrode
Dit is een (onvolledige) chronologische lijst van beelden in Sint-Oedenrode. Onder een beeld wordt hier verstaan elk driedimensionaal kunstwerk in de openbare ruimte van de Nederlandse gemeente Sint-Oedenrode, waarbij beeld wordt gebruikt als verzamelbegrip voor sculpturen, standbeelden, installaties, gedenktekens en overige beeldhouwwerken.

## Sint-Oedenrode
| Geplaatst | Omschrijving                         | Kunstenaar                        | Straat                      | Plaats         | Materiaal   | Afbeelding |
| --------- | ------------------------------------ | --------------------------------- | --------------------------- | -------------- | ----------- | ---------- |
| 1853      | Sint-Oda                             |                                   | Kerkplein (begr.pl.)        | Sint-Oedenrode |             |            |
| 1870-1900 | Acht heiligenbeelden                 |                                   | Kerkplein (begr.pl.)        | Sint-Oedenrode |             |            |
| ca. 1900  | Daniël en Job                        |                                   | Kerkplein (begr.pl.)        | Sint-Oedenrode |             |            |
| ca. 1900  | Sint Martinus                        |                                   | Kerkplein (begr.pl.)        | Sint-Oedenrode |             |            |
| 1904      | Sint Martinus                        |                                   | Markt 30                    | Sint-Oedenrode |             |            |
| 1909      | Calvarieberg                         | Hendrik van der Geld              | Kerkplein (begr.pl.)        | Sint-Oedenrode |             |            |
| 1911      | Sint Antonius legende met de ezel    |                                   | Lieshoutseweg 9             | Nijnsel        |             |            |
| 1915 ?    | Sint-Oda                             |                                   | Kerkplein (kerk)            | Sint-Oedenrode |             |            |
| 1922      | Heilig Hartbeeld                     | Jan Custers & Alphons Custers     | Kerkplein (kerk)            | Sint-Oedenrode | natuursteen |            |
| 1924      | Heilig Hartbeeld                     | Jan Custers & Alphons Custers     | Lieshoutseweg 9             | Nijnsel        | kunststeen  |            |
| 1926      | Heilig Hartbeeld                     | Atelier Van Bokhoven en Jonkers   | Pastoor Smitsstraat 42      | Olland         |             |            |
| 1950      | Bevrijdingsmonument                  | Jacques van Rhijn                 | Corridor                    | Sint-Oedenrode |             |            |
|           | Calvarieberg                         |                                   | Lieshoutseweg 9             | Nijnsel        |             |            |
| 1962      | Ik heb mijn wagen volgeladen         | Hanneke Mols-van Gool             | Heuvel / Kofferen           | Sint-Oedenrode |             |            |
|           | Sint-Oda                             |                                   | Lindendijk                  | Sint-Oedenrode |             |            |
| 1981      | Schrijdende danseres met tamboerijn  | Fioen Blaisse                     | Markt                       | Sint-Oedenrode | brons       |            |
| 1992      | Open huisje                          | Tom van de Boomen                 | Park Kienehoef              | Sint-Oedenrode |             |            |
| 1994      | Fenna                                | Paul de Swaaf                     | Klaverpad / Hazenpad        | Sint-Oedenrode |             |            |
| 1994      | Monument to the Dutch                | Trudie Broos & André van Bergeijk | Corridor                    | Sint-Oedenrode |             |            |
| 1995      | Lolo en Loulou                       | Jan Snoeck                        | Molenwiel                   | Sint-Oedenrode | mozaïek     |            |
| 1996      | Put met wilgen                       | Jan Hein van Melis                | Neulstraat / Ameroyenhof    | Sint-Oedenrode | mozaïek     | Put        |
| 1996      | Living rock                          | Peter van den Berk                | bij kasteel Henkeshaghe     | Sint-Oedenrode |             |            |
| 1997      | Reeks 1,2,3,4                        | Pjotr van Oorschot                | Park Kienehoef              | Sint-Oedenrode |             |            |
| 1997      | Ketel van Sint-Oedenrode             | Klaas Gubbels                     | Park Kienehoef              | Sint-Oedenrode | cortenstaal | Ketel      |
| 1997      | Voor Sint-Franciscus                 | Johan Claassen                    | Park Kienehoef              | Sint-Oedenrode | staal       |            |
| 1997      | El Consuelo                          | Paul Haentjes                     | Odendael 1                  | Sint-Oedenrode |             |            |
| 1997      | Sterrenburg                          | Jos Blersch                       | Park Kienehoef              | Sint-Oedenrode |             |            |
| 1997      | Juwelen voor de heilige en de hertog | Roberto Ruggiu                    | Burg.Wernerplein 1          | Sint-Oedenrode |             |            |
|           | (relief)                             |                                   | Mater Lemmensstraat, school | Sint-Oedenrode | keramiek    |            |
| 1998      | Fontein                              | Sjoerd Buisman                    | rotonde bij Hambrug         | Sint-Oedenrode |             |            |
| 1998      | Carroussel                           | Sjoerd Buisman                    | rotonde Hertig Hendrikweg   | Sint-Oedenrode |             |            |
| 2000      | Sculptuur te Nijnsel                 | Ruud Dijkers                      | Lieshoutseweg, dorpshuis    | Nijnsel        |             | Sculptuur  |
| 2000      | Off - side                           | Tine van de Weyer                 | Eerschotselaan, Bastion     | Sint-Oedenrode |             |            |
| 2000      | Levende steen                        | Joost Barbiers                    | Cathalijnepad               | Sint-Oedenrode |             |            |
| 2001      | Beelden voor Boskant                 | Sjef Voets                        | Ritaplein                   | Boskant        |             |            |
| 2002      | Mgr. W.M. Bekkers                    | Henk Oddens                       | Kerkplein                   | Sint-Oedenrode |             |            |
| 2006      | Afrikaans verlangen                  | Adri Verhoeven                    | Bolle Akkers / de Dommel    | Sint-Oedenrode |             |            |
| 2006      | Licht                                | Da van Daalen                     | Bolle Akkers / de Dommel    | Sint-Oedenrode |             |            |
| 2006      | Verloren stad                        | Da van Daalen                     | Bolle Akkers / de Dommel    | Sint-Oedenrode |             |            |
| 2008      | Orakel                               | Christiaan Zwanikken              | bij sportpark               | Sint-Oedenrode |             |            |
| 2011      | Waterobject                          | Herman Kuijer                     | overzijde Dommel            | Sint-Oedenrode |             |            |
| 2012      | Paard                                | Gerard Engels                     | Markt 2                     | Sint-Oedenrode | brons       |            |
|           | Bokspringende kinderen               |                                   | Jasmijnstraat 11a           | Nijnsel        |             |            |
|           | Figuur                               | Peter van den Berk                | <in depot>                  |                |             |            |